# Red Pèrill
Marc Mateu Salat (Igualada, 1 de juliol de 1980), conegut com a Red Pèrill, és un músic i compositor que fusiona influències musicals com el jazz, el rock i el funk amb la música electrònica

## Trajectòria
Els orígens de Red Pèrill es remunten al 2014 quan Marc Mateu Salat, després de passar per les formacions musicals Albatros, Bravadúnia o Dos Tosievski, començà una carrera en solitari publicant el seu primer disc, titulat Planeta Crunch, on va incloure nombroses influències de la música electrònica així com del jazz, el soul o el funk. El 2016 va publicar Enemics de l'anar fent acompanyat del Col·lectiu Biònic. El disc seguí en la línia de l'anterior projecte, amb lletres reflexives descontentes amb el món; si bé es van centrar en una realitat més propera.
L'any 2019 va compondre Som el que som, cançó de l'estiu 2020 per ICat.fm. Aquest fet li aporta notorietat en un moment en què estava publicant l'avançament del seu disc Aquari/Safari, que es publicaria com dos EP, Aquari el 2019 i Safari el 2020, i que es finançà amb un projecte de Verkami. Ambdós EP es referencien mútuament a les cançons fent que les lletres prenguin sentit quan la totalitat de l'àlbum és publicat, homenatjant de forma digital quan els discs s'havien de publicar en diferents cares. La cançó cucu d'Aquari va ser cançó de la setmana d'ICat.
Durant el confinament decretat per la pandèmia de la COVID-19 proposà diversos jocs musicals i reptes compositius per les xarxes que van acabar involucrant altres músics com Anaïs Vila, Alícia Rey de Sense Sal o Mark-e Riera de Doctor Prats. El gener del 2021 va ser inclòs en el millor de l'urban català del 2020, segons el sona9 d'ICat. El 2021 publicà un triple senzill amb el nom de Suau.
A part del seu projecte personal, Red Pèrill ha compost la banda sonora del curt A Hotel Room Story i la banda sonora de joc Max Mix Game 3D. Juntament amb Quico 13 ha coproduït el tema La gran onada del disc homònim de Sopa de Cabra; disc finalista als Premis Enderrock 2021 com a millor disc de Pop/Rock.
El 6 de novembre de 2022, setmanes després del llançament del seu últim disc, anuncia la seva retirada definitiva dels escenaris sota el pseudònim Red Pèrill a traves d'un comunicat a les seves xarxes socials.

## Discografia
LPs
- Planeta Crunch (2014) - autoproduït
- Enemics de l'anar fent (2016) - autoproduït
- Aquari/Safari (2020) - autoproduït

Singles
- Som el que som (single estiu 2019 iCat)
- Operació Miniatura (single, 2022)[19]

Directes
- Aurora (2016) - directe

Altres
- Max Mix Game 3D' (BSO) (2020)
- La gran onada – Sopa de Cabra (Red Pèrill & Quico Tretze remix)